# Martha Wash
Martha Wash (San Francisco, 28 december 1953) is een Amerikaanse zangeres die vooral bekend werd als onderdeel van de discogroep The Weather Girls dat een wereldhit scoorde met It's Raining Men. Later werd ze bekend als zangeres achter househits van Black Box en C+C Music Factory. Ook maakte ze een eigen hit met Carry On (1992) en samenwerkingen met Todd Terry.

## Biografie
Wash werd in 1976 actief als deel van de groep Two Tons o' Fun samen met Izora Armstead. Het tweetal deed achtergrondzang voor Sylvester en produceerde in 1980 twee albums. Daarna hernoemden ze zich naar de The Weather Girls. Hiermee maakten ze in 1983 de wereldhit It's Raining Men. Het duo ging uiteindelijk in 1990 uiteen, waarna Martha Wash solo ging. Ze raakte al snel betrokken bij de opkomende house (muziekstijl)scene. Zo zong ze voor de groep Black Box enkele nummers waaronder de hits Everybody, Everybody (1990) en Strike it up (1991). De groep gaf haar echter niet de credits voor haar zang en presenteerde de groep met een slank fotomodel als gezicht. Er volgde een rechtszaak waarbij Wash haar gelijk haalde. Hetzelfde overkwam haar met haar zang voor C+C Music Factory, dat de wereldhit Gonna Make You Sweat. Hier leidde een rechtszaak tot een schikking. Daarna lijkt de lucht tussen Wash en C+C Music Factory weer geklaard, want ook op het album Anything Goes! (1994) doet ze enkele bijdragen.
In 1992 bracht ze haar eerste eigen album uit. Op het titelloze album werden meerdere producers ingeschakeld, waarvan Todd Terry de bekendste is. Van het album werd Carry On een bescheiden hit, mede door remixes van Masters at Work. Het nummer werd in 1997 ook nog eens met een nieuwe versie van Full Intention uitgebracht. Met Todd Terry en Jocelyn Brown maakte ze in de late jaren negentig ook nog de hits Keep on jumpin' (1996) en Something Goin' On (1997). Haar stem werd ook gesampled op de trancehit Hold On Tight van Lambda. Het decennium daarna was het wat rustiger rondom haar maar vanaf 2010 liet Wash weer meer van zich horen. Zo werd ze onderdeel van de disco-supergroep First Ladies of Disco. Solo maakte ze de albums Something Good (2013) en Love & Conflict (2020). Ook zong ze nog enkele singles voor producer Tony Moran. Ze speelde daarnaast enkele bescheiden rollen in tv-series en theaterproducties. In 2016 zong ze met de Turkse zanger Serhat het nummer I Didn't Know.
Wash is daarnaast een belangrijk activiste voor de Lgbt-rechten. Ook zet ze zich in voor de bestrijding van Aids. Voor dit werk krijgt ze in 2012 een onderscheiding.

## Discografie

### Albums
- Martha Wash (1992)
- The Collection (compilatie) (1998)
- Something Good (2013)
- Love & Conflict (2020)

### Singles
| Single met eventuele hitnotering(en) in de Nederlandse Top 40 | Datum van verschijnen | Datum van binnenkomst | Hoogste positie | Aantal weken | Opmerkingen                                               |
| ------------------------------------------------------------- | --------------------- | --------------------- | --------------- | ------------ | --------------------------------------------------------- |
| Carry On                                                      |                       | 30-01-1993            | 36              | 3            |                                                           |
| Give It to You                                                |                       | 06-03-1993            | tip8            | -            |                                                           |
| Keep On Jumpin'                                               |                       | 27-07-1996            | tip2            | -            | met Jocelyn Brown en Todd Terry / Dancesmash op Radio 538 |
| Something Goin' On                                            |                       | 06-09-1997            | tip5            | -            | met Jocelyn Brown en Todd Terry / Dancesmash op Radio 538 |

- Bibliothèque nationale de France: cb13970983k (data)
- Gemeinsame Normdatei: 13459360X
- International Standard Name Identifier: 0000 0000 5518 0855
- Library of Congress Control Number: n94009944
- MusicBrainz: e34a3db6-ad81-44f1-aa85-fe1b020b5aef
- Virtual International Authority File: 16450998
- WorldCat: E39PBJgd6pyCGB4JVKYjKTdJDq